# ペテーフィ・シャーンドル

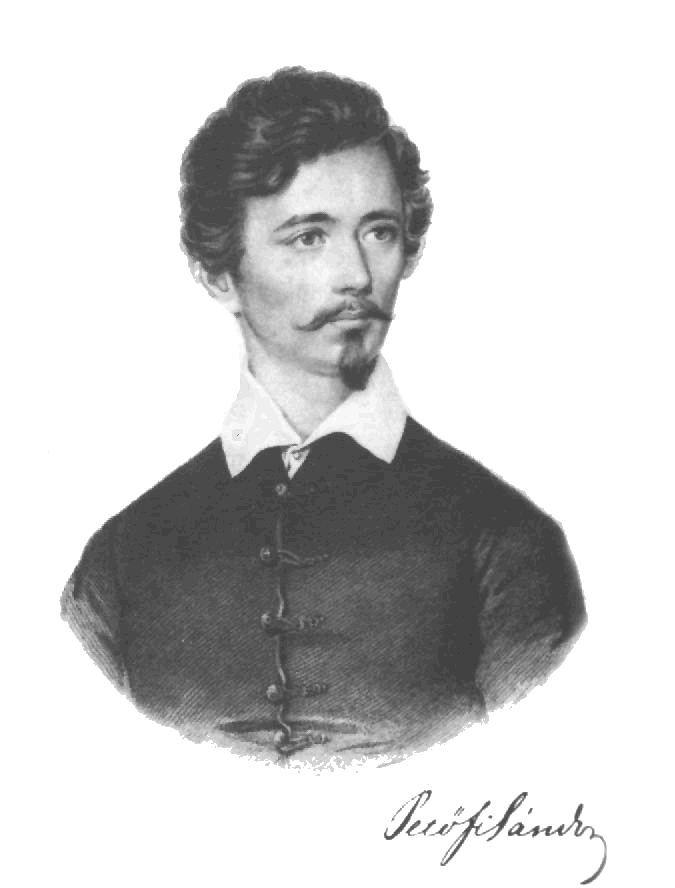
ペテーフィ・シャーンドル

ペテーフィ・シャーンドル（ハンガリー語: Petőfi Sándor ハンガリー語発音: [ˈpɛtøːfiˌʃɑ̈ːndor]、1823年1月1日 – 1849年7月31日?）は、ハンガリーの詩人、および1848年のハンガリー革命における重要な人物。

## 若年期
ハンガリー語を母語とする父ペトロヴィチ・イシュトヴァーンと、スロバキア語を母語とする母マーリア・フルーゾヴァー(Hrúz Mária)の間に生まれる。しかしながら、シャーンドルは自身をハンガリー人として認識し、革命の急進的グループ（彼らはハプスブルクの支配からの完全な独立を求め、また自由なハンガリーの設立を目標としていた）の精神的指導者となり、また数々のハンガリーの最も偉大な、国家のための詩を書いた。ペテーフィの詩、Nemzeti dal（国民歌）には次のような一節がある:
一家は、父が屠殺場を保有していたサバドサーラーシュに一時的に居住していたが、2年以内にキシュクンフェーレジハーザへ移住し、後にペテーフィはそこを本当の誕生地として考えていた。父は可能な限りの最高の教育を息子に与えようとしたが、ペテーフィが15歳の時、1838年のドナウ川の洪水、および親族の破産により一家は財産を失い、シャーンドルはシェルメツバーニャの学校を去らなければならなかった。彼はペシュトの劇場の雑用係として、またオシュトフィアッソニファ（Ostffyasszonyfa）では教師として、ショプロンでは兵士として過ごした。
不安定な放浪の時期のち、ペテーフィはパーパのコレギウムに入学し、そこでヨーカイ・モールと知り合う。1年後、1842年に彼の詩 A borozó（酒場）が初めて Athenaeum で、ペトロヴィチ・シャーンドル名義で出版された。同年の11月3日、彼はこの詩を再出版する際、初めて“ペテーフィ”という姓を用いた。
しかしながら、ペテーフィは劇場により強く惹かれていた。1842年に彼は旅回りの劇団に一時参加するものの、すぐに諦めざるを得なかった。当時彼は新聞記事を書くことにより金銭的な自立を図ったが、十分な収入を得られず、その結果、栄養失調と病気により健康を害したためである。彼はデブレツェンに移動し、そこで友人たちの援助により健康を回復した。
1844年、彼は詩の出版社を探すためにデブレツェンからペシュトまで徒歩で旅をした。主に、民俗的要素と有名で伝統的な歌のような形式の詩が収められたこの詩集は成功を収め、彼の詩はますます有名になった。
彼の長大な作品の中には、1845年の作品である叙事詩János Vitéz（勇者ヤーノシュ）がある。彼は出版社から、民衆向きで、酒と酒場についての、低い水準の詩を書くことを要求されているように感じていたが、実際は、広範囲のヨーロッパ的な知識と、革命的な情熱について書くことを望んでいた。しかしそれらの詩は、当時の強力な検閲下においては許容されないような内容も含んでおり、出版することは困難であった。
1846年、彼はトランシルヴァニアでセンドレイ・ユーリアと知り合い、翌年にユーリアの父親の意思に反して結婚し、ペテーフィの唯一の貴族の友人である、テレキ・シャーンドル伯の居城にて蜜月を過ごした。その後、彼はさらに革命の思想の虜になる。彼はペシュトに移動し、Café Pilvaxにて定期的な会合を開いていた、同じような思想傾向を持つ学生および知識人のグループに参加する。彼らはまた文学と演劇における言語としてのハンガリー語の地位の向上に努めていた（最初の常設の劇場(Nemzeti Színház)がハンガリー語による上演を行ったのも、この時期のことである）。

## 1848年のハンガリー革命
1848年3月15日は、ペテーフィの日と呼ばれる。「3月の若者たち」(Márciusi Ifjak)と呼ばれる数多の革命の指導者たちの中でも、ペテーフィはペストでの革命の開始において、もっとも重要な役割を担っており、また、2つの重要な文書（演説にも用いられた）、12 pont("12 Points", ハプスブルクの重圧に対する要求)の共著者であり、またNemzeti Dalの作者でもあった。
15日、ウィーンでの革命の知らせが彼らに伝わると、ペテーフィとアラニ・ヤーノシュを含む彼らの友人は、計画していた"国民集会"の期日を、予定されていた3月19日から15日に繰り上げて実施する事を決めた。（幸運なことに、当局は彼らの行動について既に知っており、18日に革命論者たちを逮捕する予定であった。）
15日の朝、ペテーフィの周りの若い革命家たちはペストの市街を行進し始め、彼らの詩と12条の要求を集まってきた群衆に対して読み上げた。（のちに群集は数千人にまで膨れ上がった）その後、彼らは出版所を巡り歩き、全ての検閲を行わないように要求し、そしてペテーフィの詩と12 pontを組み合わせて出版させた。市長は群集に圧迫されて、12 Pontにサインをした。その後、大規模なデモが新しく建築された国立博物館の前で行われ、その後ペテーフィたちはドナウ川の対岸、ブダへと向かった。群集たちが帝国議会の前に結集したとき、オーストリア皇帝のフェルディナント1世の代理人たちは、もはや12条の要求に対してサインせざるを得ない事を悟った。その内の1つは、政治犯の釈放であり、そののち群集は、自由の身となった革命家の詩人、ターンチチ・ミハーイを祝福するために行進した。
しかし、ペテーフィの人気は、栄光の日の記憶がおぼろげになるにつれて、また革命が貴族たちの主導のもと、高度に政治的な方法で行われるようになるにつれ、衰えていった。実際は、ポジョニでの貴族の会議においても、ゆっくりとした改革が進められており、すでに13日には皇帝に対する請願状が送付されていた。しかしながら、ペストでの事件は彼らの行動のよりもわずかに先を目指していた。ペテーフィは議会の決定に対して異議を唱え、また貴族たちの思い描く革命の方法と、その帰結に対して批判した。（1つの例としては、彼の領有であるターンチチは新しい政府によって再び投獄された。）総選挙において、彼は生地において立候補したが、当選することはできなかった。この時、彼の作品中でもっとも深刻な詩、叙事詩Az Apostol（"使徒"、様々に苦労を重ねたあげく、偽りの王を暗殺する事を試み、失敗する、架空の革命家についての叙事詩）が書かれている。
ペテーフィはポーランドの革命家、ユゼフ・ベム（Bem József）将軍の率いるトランシルヴァニア軍に加わり、ハプスブルク家の兵士、およびルーマニア人、トランシルヴァニアのサクソン人の民兵に対して華々しい戦果をあげたものの、オーストリアを援助するロシア帝国の介入の前に敗北を重ねる事になる。彼は1849年7月31日に現在のルーマニアのシギショアラにおけるシェゲシュヴァールの戦いの最中に消息を絶った。彼の死にまつわる環境は謎に包まれており、また議論を引き起こしている。
主な意見としては、ロシアの軍医の8月1日の日記にみられる証拠に基づき、ペテーフィは戦闘によって命を落としたとされる。彼は、腹部への槍の傷が原因と見られる、異様な死体を発見しており、それは特徴的な黄味がかった顔色と、常に一般人風のジャケットとズボンを愛好していたペテーフィのものと一致する服装であった。近年、ルーマニアのハンガリー人が、石の鷲の破片を見つけたと主張している。それは、1855年、おそらくペテーフィが埋葬されたとされる共同墓地の一角に、その地方のハンガリー人が設立したと知られているものである。しかし、シェゲシュヴァールの戦いで命を落としたハンガリー人の数を考慮すると、仮にペテーフィの両親の遺伝子のサンプルが得られたとしても、発掘作業によりペテーフィの死の状況を解き明かすことは望めないであろう。
何人かのハンガリー人、特にモルヴァイ・フェレンツは次のように信じている:ペテーフィは拘束されてロシアに連行され、そこで数年後に自然死した、と。Barguzin地方、およびシベリアで発掘された人骨は、当初はペテーフィのものであると信じられていたが、のちに女性のものだと鑑定された。また、詩のコレクションも紹介されたが、それらは詩人ペテーフィの残した作品と看做すにはあまりにも貧弱なものだった。